# Acyphoderes violaceus
Acyphoderes violaceus is een keversoort uit de familie van de boktorren (Cerambycidae). De wetenschappelijke naam van de soort werd voor het eerst geldig gepubliceerd in 2012 door Santos-Silva, Bezark & Martins.